# Mu2 Chamaeleontis
Título a ser usado para criar uma ligação interna é Mu2 Chamaeleontis.
Mu2 Chamaeleontis (20 Chamaeleontis) é uma estrela na direção da constelação de Chamaeleon. Possui uma ascensão reta de 10h 04m 07.37s e uma declinação de −81° 33′ 56.2″. Sua magnitude aparente é igual a 6.60. Considerando sua distância de 564 anos-luz em relação à Terra, sua magnitude absoluta é igual a 0.41. Pertence à classe espectral G6/G8III. É uma estrela variável.